# Mary Elliott
Mary Elliott (* 25. Oktober 1917 in Gaffney, South Carolina; † 5. März 2000 in Beverly Hills, Kalifornien), eigentlich Mary Elliott Daniels, auch bekannt als Mary Cummings, war eine US-amerikanische Schauspielerin und die dritte Ehefrau des Schauspielers Robert Cummings, dessen Karriere sie ebenfalls managte.

## Leben und Karriere
Mary Elliott wurde 1917 als Tochter von Hoyle Holmes Daniels und Eva Mae Good geboren. In ihrer Jugendzeit nahm sie an Gesangs-, Tanz- und Schönheitswettbewerben teil und wurde 1935 zur Azaleenkönigin von South Carolina gekrönt. Daraufhin sang sie in Nachtclubs und wurde als Model und Schauspielerin in Kalifornien tätig. Von 1942 bis 1944 nahm Elliott an einer Tournee im Südpazifik teil und unterhielt die Truppen im Zweiten Weltkrieg mit verschiedenen Schauspielaufführungen.
Ihre berühmtesten Filmauftritte absolvierte sie in Nacht der tausend Sterne (1943), Gangsterjagd in Brooklyn (1943) und Kampf in den Wolken (1943).
Am 3. März 1945 heiratete sie den Hollywoodschauspieler Robert Cummings in Riverside, Kalifornien. Nach der Hochzeit gab Elliott die Schauspielerei auf und bekam mit ihm fünf Kinder. Sie wurde auch Verwalterin der Finanzanlagen ihres Mannes. Am 15. Januar 1970 ließen sie sich scheiden.
Ihr ganzes Leben arbeitete Elliott mit vielen Wohltätigkeitsorganisationen zusammen, bis sie schließlich am 5. März 2000 in Beverly Hills, Kalifornien starb.

## Filmografie
Filme
- 1943: Slightly Dangerous
- 1943: Bühne frei für Lily Mars (Presenting Lily Mars, Auftritt unbestätigt)
- 1943: Heavenly Music (Kurzfilm)
- 1943: Hitler’s Madman
- 1943: Nacht der tausend Sterne (Thousands Cheer)
- 1943: Swing Fever
- 1943: Girl Crazy
- 1943: Gangsterjagd in Brooklyn (Whistling in Brooklyn)
- 1943: Der kleine Engel (Lost Angel)
- 1943: Kampf in den Wolken (A Guy Named Guy)
- 1944: See Here, Private Hargrove
- 1945: Out of This World

Als sie selbst
- 1956: This Is Your Life (Fernsehserie, 1 Folge)
- 1959: Disneyland '59 (Fernsehfilm)